# Élection cantonale de 1907 dans le canton de Gravelines
Les élections cantonales dans le canton de Gravelines se déroulent le 28 juillet 1907.

## Canton
Le canton de Gravelines est composé en 1907 des communes suivantes : Craywick, Grand-Fort-Philippe, Gravelines, Loon-Plage et Saint-Georges-sur-l'Aa.

## Contexte
Adolphe Torris, ancien maire de Gravelines se présente face à Charles Valentin (PRRRS).

## Résultats[1]
- Conseiller général sortant : Adolphe Torris (Conservateur)

| Candidat                    | Candidat         | Parti          | Premier tour | Premier tour | Second tour | Second tour |
| Candidat                    | Candidat         | Parti          | Voix         | %            | Voix        | %           |
| --------------------------- | ---------------- | -------------- | ------------ | ------------ | ----------- | ----------- |
|                             | Adolphe Torris*  | Libéral        | 1 237        | 55,87        |             |             |
|                             | Charles Valentin | PRRRS          | 977          | 44,12        |             |             |
| Inscrits                    | Inscrits         | Inscrits       | 3 409        | 100,00       |             |             |
| Abstentions                 | Abstentions      | Abstentions    | 1 178        | 34,55        |             |             |
| Votants                     | Votants          | Votants        | 2 231        | 64,44        |             |             |
| Blancs et nuls              | Blancs et nuls   | Blancs et nuls | 17           | 0,76         |             |             |
| Exprimés                    | Exprimés         | Exprimés       | 2 214        | 99,23        |             |             |
| *Conseiller général sortant |                  |                |              |              |             |             |